# Магубей-Субхан (фрегат, 1811)
«Магубей-Субхан» — парусный 40-пушечный фрегат турецкого, а затем русского флота.

## История службы
Фрегат «Магубей-Субхан» был построен для турецкого флота. Принимал участие в русско-турецкой войне на стороне Турции. В июле 1811 года вместе с корветом «Шагин-Гирей» находился в Пендераклии.
24 июля (5 августа) 1811 года к Пендераклии подошёл отряд русских судов под командованием капитана 1-го ранга М. Т. Быченского, в составе двух линейных кораблей «Мария» и «Анапа». В порт русские корабли заходили под турецкими флагами и стали на расстоянии картечного выстрела от турецких судов. «Мария» под командованием М. Т. Быченского напротив фрегата, а «Анапа» под командованием капитана 2-го ранга С. И. Стулли напротив корвета. Корвет пытался уйти под прикрытие батарей, но «Анапа» зашла ему под корму на расстояние пистолетного выстрела и, спустив турецкий флаг и подняв русский, открыла огонь с обоих бортов, принудив корвет стать на якорь и спустить флаг, а береговые батареи замолчать. Фрегат спустил флаг, как только на «Марии» был поднят русский флаг. Вместе с турецкими судами были взяты в плен 35 офицеров и 239 матросов. Назначив на пленные суда своих офицеров и команду, М. Т. Быченский увел отряд для соединения с эскадрой вице-адмирала P. P. Галла. Захваченные фрегат и корвет вошли в состав Черноморского флота под своими настоящими именами «Магубей-Субхан» и «Шагин-Гирей».
Фрегат продолжил участие в русско-турецкой войне в составе Черноморского флота России.
В 1811 и 1812 годах выходил в крейсерство к устью Дуная. В составе эскадры находился в практических плаваниях в Чёрном море в 1813 году. В сентябре и октябре 1815 года принимал участие в доставке батальона пехоты в укрепление Святого Николая. В 1817—1818 годах в крейсерстве у абхазских берегов.
Фрегат «Магубей-Субхан» был разобран после 1818 года.

## Командиры фрегата
В составе российского флота командирами фрегата  «Магубей-Субхан» в разное время служили:
- Е. Е. Левенштерн (1811—1813 годы).
- С. С. Карачинской (1817—1818 годы).